# Hathur, Virajpet
Hathur là một làng thuộc tehsil Virajpet, huyện Kodagu, bang Karnataka, Ấn Độ.